# Lepthyphantes latus
Lepthyphantes latus este o specie de păianjeni din genul Lepthyphantes, familia Linyphiidae, descrisă de Paik, 1965. Conform Catalogue of Life specia Lepthyphantes latus nu are subspecii cunoscute.